# 大旗英雄傳
《大旗英雄傳》為古龍早期作品，因于志宏年表有誤，歷年均以為本書出於《浣花洗劍錄》之後，所以被列為中期作品，然風格筆觸皆不如《浣花洗劍錄》成熟。後經考證，1963年5月至12月《公論報》連載194集，1963年9月到1965年10月真善美出版社出版，算是古龍早期作品的最後一本。1976年11月，修訂本《鐵血大旗》（又名《鐵血大旗門》）由漢麟出版社出版，幾無更改。1978年4月至1979年10月，《中華日報》連載《鐵血大旗》。
另外，本書雖非列為楚留香系列，然屬於前傳，三名主角：楚留香、胡鐵花與姬冰雁皆似乎與大旗門有些淵源。在《畫眉鳥》中水母陰姬的徒弟，宮南燕，曾猜測楚留香出自夜帝父子，胡鐵花訝異表示「雖不中亦不遠矣」。而胡鐵花自己也似乎師承赤足漢，也就是神斧力士，姬冰雁的武功也有大旗門的影子。

天地圖書版《大旗英雄傳》，1999年出版

## 主要人物
- 鐵中棠：大旗門第四代弟子，個性沉著冷靜、堅毅果決、機智勇敢，在面對困境時懂得變通，並不會逆勢而行，幾度面臨生死關頭時經常以自身的機智化解危機。被雲錚誤會時也沒有解釋，只是一直暗中保護雲錚，後者知道他的用心後相當懊悔。

初登場時已武藝不凡，後得夜帝夫人的嫁衣神功灌注於身、夜帝傳授絕學，更是超群脫俗。誓忠鐵血大旗門，為了解決大旗門的困境而努力著，但在書末與夜帝一同被困地洞。與水靈光是一對生死戀人，冷青萍在逃家向大旗門通風報信時受鐵中棠幫助，後也心儀於他，溫黛黛和鐵中棠相遇時也刻意誘惑他，然而鐵中棠沒有被誘惑。
鐵中棠位列古龍小說人物三公子之首，被古龍先生贊為“七無雙”，即容忍無雙、機智無雙、俠義無雙、鐵血無雙、剛烈無雙、計謀無雙、天下無雙。
- 雲錚：大旗門弟子，雲翼與日后之子、雲鏗之弟，也是鐵中棠的師弟，烈性如火、敢愛敢恨、行事衝動魯莽，在看到鐵中棠執行處決其兄雲鏗、假意臣服於司徒笑時誤以為鐵中棠背叛大旗門，一度與他為敵，處處與鐵中棠作對，然而鐵中棠絲毫沒有解釋，在誤傷鐵中棠時溫黛黛向他說明實情，令他十分懊悔。

- 水靈光：水柔頌意外與夜帝所生之女，鐵中棠起初在地洞認識的女子，是個容光絕代、肌膚勝雪、有如瑩玉塑成般的美人。為人善良，然而受母親水柔頌壓迫，性格自卑，導致有口吃，只能以唱歌方式表達意思。武功不俗，只是因沒有使用過而有些生手。起初和母親住在地洞中與世隔絕，遇到鐵中棠離開地洞後有些奇遇。曾入九子鬼母門下，後在九子鬼母同意下離開、遭女盜賊橫江一窩女王蜂挾持、遇到碧落賦中第二的煙雨花雙霜，因花雙霜神智不清，兩人生了一段微妙的母女情。

- 溫黛黛：出身寒微，為了擺脫過去的生活，而受司徒笑包養，跟隨司徒笑過著錦衣美食的生活，是個美貌、有心計的尤物，很擅長以自身的美貌與膽識吸引男人注意，但這套手法遇到鐵中棠卻破功。起初司徒笑要她接近雲錚以利用他，後受雲錚耿直的性格感動，雲錚受重傷之際帶著他跑遍山野，到少林寺求救，不惜為雲錚付出一切。曾入日后座下黑衣天使行列，但因日后要她離開雲錚而斷然離去。

## 次要人物

### 碧海賦中人
- 夜帝：朱藻、水灵光之父。生性風流，對每個遇見的女子都傾注真心，甚至記錄下所有出外雲遊時遇到的女子。令正室，也是朱藻之母夜帝夫人相當心淡。一次雲遊遇到水柔頌，意外生下水靈光，然而兩人皆不知情。

武功冠绝天下，連日后也自知比他略遜一籌。懂得享受生活，連被日后困在山洞裡都可以將山洞布置的美輪美奐，更吸引許多女子和他一同住在山洞裡。其實夜帝是有能力逃出山洞，然日后將他身邊許多女子勸離，令夜帝不滿。
- 夜帝夫人：夜帝之妻、朱藻之母，對夜帝的風流倜儻心寒。武功高强，但在練「嫁衣神功」後真氣雖然愈來愈强，但因其性質太剛猛而無法駕駛，真氣過處宛如被萬針所扎，唯有將之壓至丹田，全身上下則瘦如枯枝，遇到鐵中棠後才領悟嫁衣神功，將畢生武功傳給鐵中棠後迴光返照而逝。
- 朱藻：夜帝與夜帝夫人之子，人称麻衣客，性情高雅，文韬武略样样皆精。也與許多江湖女子有幾段感情，因此與很多江湖中人結下樑子，陰嬪為了非難他而大放戰帖，吸引眾多與朱藻結下樑子的人來找他麻煩。遇水灵光一见倾心，但其實是水灵光之兄，差點錯娶水靈光。

- 日：碧海賦之首，武功在碧海賦中為第二，和夜帝平分秋色，在江湖中以急公好義聞名，也因此少林寺請求雲錚去拜託她出面解決大旗門問題，卻被日后異常拒絕。雲翼之妻，雲鏗、雲錚之母，曾被大旗門遺棄，因此平日待人親和，然而一提起大旗門仍心懷憤恨。喜收失意女子为座下黑衣天使，自稱是死過的女子才能加入，溫黛黛也是其中之一，但黑衣天使其實只是故弄玄虛，彼此間其實有如姊妹，與日后的相處亦無距離。日后開出條件，如果溫黛黛要待在常春島，就要離開雲錚，然再度被她拒絕，最後溫黛黛離開常春島。

- 「雷鞭」雷大鹏：四圣位居第一。与前妻生下雷小雕后，为得少林寺真传，毅然出家，后遇上阴嫔，被她吸引，又毅然还俗。在少林寺時注意到溫黛黛，希望兒子雷小雕能娶她，曾答應她若是治好雲錚的傷就要離開雲錚跟他走，被溫黛黛拒絕。

- 「煙雨」花双霜：暗器與用毒高手，四聖位居第二。花靈鈴之母，失去女儿后，忆女成狂，神智不清，错认水灵光为女儿，生了一段感人的母女情。

- 「闪电」卓三娘：轻功世无双，四圣位居第三。

- 「风梭」风九幽：阴柔鬼见愁，四圣位居第四。善使摄魂大法，控制别人心志，使鐵血大旗門的赤足大漢激發自身潛能，成為其麾下「神斧力士」為他所用。大旗門鐵氏妻风夫人后代，一直在幕后控制五福联盟与铁血大旗门斗争，後被戳破陰謀。和西域食毒教教主飧毒大师是死敌，曾多次作出死斗，而且极度害怕夜帝夫人和花双霜。

### 彩虹七劍
- 「紫心剑客」盛存孝

位列彩虹七剑之首，盛大娘独子、水柔頌之夫，对母愚孝，曾练断绝神功而絕子絕孫，人称“江湖中第一孝子，武林中第一剑客”，卻因母親迫害水柔頌而為此痛苦一生。
- 水柔頌

盛存孝之妻、水靈光之母，因盛大娘而終生殘廢，恨極盛大娘。性格偏激，對水靈光也頗多壓迫，致水靈光感到自卑，因而患口吃。
- 「黄冠劍客」钱大河

與孫小嬌為夫妻，因曾敗在鐵中棠手下一直不喜歡他。
- 「碧月劍客」孙小娇

與鐵大河為夫妻，師承「月華仙子」，被少林怪人稱只有其三成功夫。雖為有夫之婦然其私生活並不檢點，曾與多人發生關係。
- 「墨龍劍侠」龍堅石

與柳栖悟為夫妻。
- 「藍風劍客」柳栖悟

與龍堅石為夫妻。
- 「紅鷹劍客」易挺

與易明為兄妹，喜歡水靈光。曾和易明、水靈光一同中飧毒大師的劇毒，最後被救回。
- 「翠燕劍客」易明

與易挺為兄妹，被鐵青樹相救後成為戀人。和易挺、水靈光一同中劇毒，後被救回。

### 大旗門人
- 雲翼

大旗门掌门，日的丈夫，雲鏗、雲錚、雲婷婷之父。刚愎自大，倔强，毕生为大旗门复仇，不惜抛弃妻子，也不許門下子弟對女子動情，对门人严厉苛刻。后死于毒神之手。
- 雲九霄

大旗門的掌刑人，陰素的情人。
為人機智多謀。
- 赤足漢

大旗後輩的么叔，雲翼與雲九霄之么弟，出外時為風九幽以攝魂大法迷住，被激發所有潛能，成為其麾下之「神斧力士」，力大無窮至可開山闢石。楚留香好友「花蝴蝶」胡鐵花似乎是他的關門弟子。
- 雲鏗

雲錚之兄、鐵中棠的師兄，因與大旗仇人，五福聯盟中的寒楓堡堡主長女冷青霜相戀被處五馬分屍之刑，被鐵中棠救下，安排在王屋山下的地洞，鐵中棠譽為「當世奇男子」。
- 鐵青樹

因少年初遇外間女孩，對易明一見傾心，相救易明後互生情愫。
- 鐵青箋

鐵中棠之叔，為了財富背叛大旗門，對鐵中棠之父，也是自己的哥哥鐵毅下毒，讓鐵毅斷臂後重傷身亡。水柔頌因不滿盛大娘迫害而外遇的對象，但也對水柔頌始亂終棄，以致水柔頌更加憤恨。生下水靈光後誤以為水靈光是他的女兒，因此對水靈光也相當苛刻。
- 雲婷婷

雲鏗、雲錚之妹，為人善良，多次為師兄犯戒求情。

### 五福聯盟
- 司徒笑

落日牧場場主，狡猾陰沉，是條老狐狸，曾包養溫黛黛，並要溫黛黛去接近雲錚。
- 黑星天、白星武

天武鏢局主人，師承「過天星」，被少林怪人稱其只學得三成武功。
- 沈杏白

黑星天之徒，狡猾可比司徒笑，只要有好處便馬上變節，毫無原則可言，曾易師司徒笑與花雙霜。
- 盛大娘

盛家莊莊主，盛存孝之母，為人陰險，絕技是「天女針」，一生只對盛存孝好，除了盛存孝以外的人皆冷酷無情、陰險狡詐。
- 霹靂火

霹靂堂堂主，使用霹靂子，後出家當和尚。
- 冷一楓

寒楓堡堡主，冷青萍、冷青霜之父。後為武功更強，投師於飧毒大师，與金蛇心靈相通，被元神所殺後被飧毒大师變成無敵的「毒神之體」，任何人一碰即死，惟「神斧力士」可與其相抗一段時間。
- 冷青霜

冷一楓之長女，雲鏗之妻子，育有一子。因冷一楓與盛大娘要殺其子而離家，後鐵中棠安排到王屋山下與雲鏗會面。
- 冷青萍

冷一楓之幼女，鍾情鐵中棠，為鐵中棠通風報訊後流落江湖。

### 其他
- 飧毒大师

西域食毒教教主，毕生钻研用毒，利用冷一楓欲滅大旗門的野心收他為徒，创“毒神”以图霸武林，曾對水靈光、溫黛黛和易挺易明兄妹下奇毒。和風九幽為死敵，兩人經常相約死鬥。最后和冷一枫同归于尽。
- 海大少

綽號天殺星，為人豪爽，性情中人，妻子與朱藻發生關係後成為仇人。
- 李洛陽

洛陽李家當家，其子為李劍白。洛陽李家經營珠寶生意，經常大開門戶供武林人士做買賣，為了保護珠寶，因此子孫的武功都不弱，自成一家。鐵中棠為了打聽消息，刻意與水靈光一同易容參與他們的買賣，卻讓李家也捲入這場武林風暴中，家破人亡。
- 陰素

鍾情雲九霄，情懷至老亦未能完全放下。
- 陰儀

綽號「九子鬼母」，有九鬼子七魔女，嶗山會合陰嬪後投入常春島。水靈光曾短暫拜於門下，後經她同意離開。
- 艾天蝠

九子鬼母之首席弟子，武功高強但雙目失明，性格冷酷，曾為了陰嬪自毀雙眼，後受傷導致聽力受損，鐵中棠不忍告訴他事實，與他同行時刻意大聲說話，因此和鐵中棠成為至交好友。
- 陰嬪

為向朱藻復仇向其仇家大派請帖，暴露其所在，後投入常春島。
- 橫江一窩女王蜂

江湖上有名的女盜賊，經常把男人誘拐到船上，趁著他們被酒菜與女人吸引住時敲竹槓，沈杏白就是其中一個受害者，但被沈杏白帶上船的鐵中棠意外破獲，團體分崩離析，成員流落各地，當中幾個人後來投效日后。

## 小說目錄
1. 西風展大旗
2. 骤雨洗铁剑
3. 柔情弱女子
4. 铁血好男儿
5. 脂粉陷阱
6. 空谷幽兰
7. 死神宝窟
8. 血旗秘辛
9. 剑气珠光
10. 勾心斗角
11. 碧血染豪门
12. 春色透重帘
13. 狠狡贱残烈
14. 跛瞎癞瘟疯
15. 明珠索魂
16. 金蝉脱壳
17. 荒祠冷语
18. 寒水香舟
19. 壮士挥拳
20. 蜂女飞兵
21. 慈爱让鬼母
22. 恩仇问苍天
23. 魂飛魄散
24. 艳姬忏情
25. 惊闻碧落
26. 咫尺天涯
27. 履上足如霜
28. 英雄铁炼钢
29. 此阵只应天上有
30. 九天仙子下凡尘
31. 魂飞魄散
32. 武道禪宗
33. 拳中有奇境
34. 尽在不言中
35. 各懷異心
36. 重重隱秘
37. 多情亦多恨
38. 無語問蒼天
39. 生死兩茫茫
40. 斯人獨憔悴
41. 各有奇遇
42. 陰錯陽差
43. 人間慘劇
44. 往日淚痕
45. 夜半歌聲
46. 毒神之秘
47. 冷语锥心
48. 悲歌斷腸
49. 鐵血柔情
50. 草原風雲
51. 禍福無常
52. 阴差阳错
53. 因禍得福
54. 因福贾祸
55. 天崩地裂
56. 香消玉殞
57. 草原之獵
58. 古庙之秘
59. 浴血战荒祠
60. 落日照大旗

## 改编的影视作品
- - 1、邵氏电影《大旗英雄傳》 　
    - 1982年—— 邵氏兄弟(香港)有限公司出品
    - 类型：电影
    - 片长： 95分钟
    - 出品人：邵逸夫
    - 监制：方逸华
    - 导演：张鹏翼
    - 武术指导：袁祥仁
    - 领衔主演：狄龙（铁中棠）、罗莽（云铮）、廖丽玲（水灵光）、陈思佳（温黛黛）、孙建、艾飞、李丽丽、林秀君、杨志卿、顾冠忠

  - 2、台湾中视《大旗英雄傳》
    - 1986年——台湾中视出品
    - 类型：电视剧
    - 片长：25集
    - 每集时长：56分钟
    - 制作人：章尊民
    - 编剧：孙经
    - 导演：吴国仁
    - 武术指导：陈木川
    - 领衔主演：孟飞、劉林、杨丽菁、关聪、劉家勇、郭妍妍、游天龙、汪強、鐵孟秋、周明惠、贝心瑜
    - 首播时间：1986年1月15日
    - 备注：本片当年耗资新台币1700万元拍摄，接替《一代女皇》于中视八点档播出

  - 3、香港《俠骨柔情》
    - 1987年—— 銀鳳影業有限公司出品
    - 類型：電視劇
    - 片長：10集
    - 每集時長：45分鐘
    - 編劇：銀鳳編劇組
    - 編審：張文峯
    - 導演：林義雄、鄧衍成
    - 出品人：Morris Weinberg、曾鳳雪
    - 總監：王戒
    - 領銜主演：梁家仁、韋白、張少媚、李丹丹、孫建、連偉健、白沙力、江圖、韓義生、關峰
    - 首播時間：1987年（亞洲電視首播）
    - 備注：因銀鳳影業未取得版權問題、故該劇人物名字均採用化名。

  - 4、TVB《鐵血大旗門》
    - 1989年——香港无线电视（TVB）出品
    - 类型：电视剧
    - 片长：20集
    - 每集时长：54分钟
    - 导演：余明生
    - 监制：萧显辉
    - 领衔主演：石修、刘青云、麦翠娴、刘淑华、蔡嘉莉、陈庭威、关海山
    - 首播时间：1989年

  - 5、内地版《大旗英雄傳》(央视八套首播) 
    - 2007年——内地、香港、韩国合作电视剧，2007年CCTV8首播
    - 出品：广东强视 中视影视
    - 类型：古装武侠连续剧
    - 片长：40集
    - 每集时长：48分钟
    - 导演：袁英明 邹集城 刘逢声
    - 武术导演：林峰(中国导演)
    - 领衔主演：杜淳、崔林、秋瓷炫、李彩桦、温兆伦、修庆、杜志国、寇振海、郑爽